# Wind Music Awards 2012
La sesta edizione dei Wind Music Awards è andata in onda in prima serata su Rai 1 e Rai Radio 2 il 26 giugno 2012 nuovamente dall'Arena di Verona.
La puntata, registrata il 26 maggio 2012, è stata condotta da Carlo Conti con Vanessa Incontrada.
Il 22 giugno 2012 viene pubblicata l'omonima compilation.

## Esibizioni
Alessandra Amoroso - Ti aspetto e Ciao
Emma Marrone - Non è l'inferno
Antonello Venditti - Unica
Giorgia - Il mio giorno migliore e Dove sei
Arisa - L'amore è un altra cosa
J-Ax - Dentro me
Modà - Tappeto di fragole
Luciano Ligabue - Sotto bombardamento
Laura Pausini - Le cose che non mi aspetto e Io canto
Biagio Antonacci - Ti dedico tutto
Tiziano Ferro - La differenza tra me e te
Fiorella Mannoia - Quando l'angelo vola
Annalisa - Senza riserva

## Artisti premiati
Sono stati attribuiti i premi speciali e per i dischi in base al numero di copie vendute tra maggio 2011 e maggio 2012, suddivisi in due categorie:
- Multiplatino: 120 000 copie vendute.
- Platino: 60 000 copie vendute.

Premio CD Multiplatino
- Laura Pausini - Inedito
- Tiziano Ferro - L'amore è una cosa semplice
- Alessandra Amoroso - Cinque passi in più
- Ligabue - Campovolo 2.011
- Biagio Antonacci - Colosseo

Premio CD Platino
- Antonello Venditti - Unica
- Giorgia - Dietro le apparenze
- Emma Marrone - Sarò libera
- Modà - Viva i romantici
- Fiorella Mannoia - Il tempo e l'armonia
- Noemi - RossoNoemi

Premio DVD Platino
- Biagio Antonacci
- Luciano Ligabue

Premio Confindustria Cultura Italia AFI, FIMI e PMI
- Celeste Gaia

Premio speciale Arena di Verona
- Fiorella Mannoia
- Pino Daniele
- Alessandro Siani

## Duetti
Ai Wind Music Awards 2012 sono stati eseguiti i seguenti duetti:
- Pino Daniele ed Emma in Io per lei e Quando
- Fiorella Mannoia e Noemi in Quello che le donne non dicono
- Noemi e Antonello Venditti in Sono solo parole
- Gino Paoli e Pierdavide Carone in L'anno che verrà
- Modà e Jarabe de Palo in Come un pittore

## Ascolti
| Puntata        | Telespettatori | Share  |
| -------------- | -------------- | ------ |
| 26 giugno 2012 | 3.920.000      | 20,44% |